# Olympische Winterspiele 1936/Teilnehmer (Ungarn)
| Gelbes Symbol für Goldmedaillen mit stilisierten Olympischen Ringen | Graues Symbol für Silbermedaillen mit stilisierten Olympischen Ringen | Braundes Symbol für Bronzemedaillen mit stilisierten Olympischen Ringen |
| ------------------------------------------------------------------- | --------------------------------------------------------------------- | ----------------------------------------------------------------------- |
| —                                                                   | —                                                                     | 1                                                                       |

Ungarn nahm an den IV. Olympischen Winterspielen 1936 in Garmisch-Partenkirchen mit einer Delegation von 25 Athleten (22 Männer und drei Frauen) teil. Emilia Rotter und László Szollás gewannen im Eiskunstlauf eine Bronzemedaille. In der Gesamtbewertung lag Ungarn damit zusammen mit Frankreich auf dem 10. Platz. Die Eiskunstläuferin Éva von Botond war mit 14 Jahren die jüngste Athletin, die für Ungarn startete.

## Medaillengewinner

### Bronze
| Name                         | Sportart     | Wettkampf |
| ---------------------------- | ------------ | --------- |
| Emília Rotter László Szollás | Eiskunstlauf | Paare     |

## Teilnehmer nach Sportarten

### Eiskunstlauf(7)
Männer
| Sportler      | Disziplin     | PF | Kür | Platz | Punkte | Ergebnis |
| ------------- | ------------- | -- | --- | ----- | ------ | -------- |
| Dénes Pataky  | Herren Einzel | 7  | 11  | 60    | 374,8  | 9        |
| Elemér Terták | Herren Einzel | 9  | 8   | 56    | 379,0  | 8        |

Frauen
| Sportler       | Disziplin      | PF | Kür | Platz | Punkte | Ergebnis |
| -------------- | -------------- | -- | --- | ----- | ------ | -------- |
| Éva von Botond | WFrauen Einzel | 11 | 17  | 106   | 356,1  | 15       |

Paare
| Sportler                                 | Platzierung | Bewertung | Platz  |
| ---------------------------------------- | ----------- | --------- | ------ |
| Piroska Szekrényessy Attila Szekrényessy | 38,5        | 10,6      | 4      |
| Emília Rotter László Szollás             | 32,5        | 10,8      | Bronze |

### Eishockey(14)
- Männer (8. Platz)

Ungarn schied in der Zwischenrunde mit drei Niederlagen aus und erreichte in der Gesamtplatzierung den 8. Platz.
- István Hircsák
- Ferenc Monostori
- Miklós Barcza
- László Róna
- Frigyes Helmeczi
- Sándor Minder
- András Gergely
- László Gergely
- Béla Háray
- Zoltán Jeney
- Sándor Miklos
- Ferenc Szmosi
- Mátyás Farkas
- György Margó

### Eisschnelllauf(1)
Men
| Disziplin | Sportler        | Ergebnis | Ergebnis |
| Disziplin | Sportler        | Zeit     | Rang     |
| --------- | --------------- | -------- | -------- |
| 1500 m    | László Hídvéghy | 2:29,0   | 25       |
| 5000 m    | László Hídvéghy | 8:53,2   | 17       |
| 10.000 m  | László Hídvéghy | 18:04,0  | 14       |

### Nordische Kombination(2)
Männer
| Sportler      | Wettbewerb | Nordische kombination | Nordische kombination | Nordische kombination | Spezialsprunglauf | Spezialsprunglauf | Spezialsprunglauf | Spezialsprunglauf | Total  | Total |
| Sportler      | Wettbewerb | Zeit                  | Punkte                | Rang                  | Distanz 1         | Distanz 2         | Gesamtpunkte      | Rang              | Punkte | Platz |
| ------------- | ---------- | --------------------- | --------------------- | --------------------- | ----------------- | ----------------- | ----------------- | ----------------- | ------ | ----- |
| László Szalay | Einzel     | DNF                   | –                     | –                     | –                 | –                 | –                 | –                 | DNF    | –     |
| Károly Kővári | Einzel     | DNF                   | –                     | –                     | –                 | –                 | –                 | –                 | DNF    | –     |

### Ski alpin(4)
Männer
| Athlet           | Wettbewerb | Downhill | Downhill | Slalom | Slalom   | Slalom | Insgesamt | Insgesamt |
| Athlet           | Wettbewerb | Zeit     | Rang     | Zeit 1 | Zeit 2 2 | Rang   | Ergebnis  | Rang      |
| ---------------- | ---------- | -------- | -------- | ------ | -------- | ------ | --------- | --------- |
| Levente Balatoni | Kombiniert | 6:36,6   | 38       | DNF    | –        | –      | DNF       | –         |
| László Szalay    | Kombiniert | 6:14,4   | 32       | 1:27,6 | 1:29,9   | 12     | 79,68     | 19        |
| Károly Kővári    | Kombiniert | 6:00,4   | 27       | 1:44,8 | 1:43,6   | 28     | 75,05     | 27        |
| Imre Csík        | Kombiniert | 5:48,2   | 21       | 1:48,5 | 2:08,2   | 32     | 72.24     | 30        |